# 尼岡邦夫
尼岡 邦夫（あまおか くにお、1936年 - ）は、日本の魚類学者。

## 略歴
和歌山県生まれ。
京都大学大学院農学研究科博士課程修了、農学博士。
北海道大学水産学部教授。北海道大学名誉教授。
日本魚類学会会長 (1996/1/1 - 1997/12/31, 2000/1/1 - 2001/12/31)

## 著書
- 『深海魚 - 暗黒街のモンスターたち』尼岡邦夫著、ブックマン社 (2009/03)
- 『深海魚ってどんな魚 - 驚きの形態から生態、利用』尼岡邦夫著、ブックマン社 (2013/05)

## 共編著・監修
- 『日本の海水魚 山渓カラー名鑑』岡村収、尼岡邦夫編・監修、大方洋二、岡田孝夫、小林安雅、田口哲、矢野維幾、吉野雄輔写真、山と渓谷社 (1997/08)
- 『魚のエピソード - 魚類の多様性生物学』尼岡邦夫編著、東海大学出版部 (2001/06)
- 『北海道の全魚類図鑑』尼岡邦夫、仲谷一宏、矢部衞著、北海道新聞社（2011/03）
- 『日本産ヒラメ・カレイ類』尼岡邦夫編、東海大学出版部（2016/09）
- 『深海の生きもの 講談社の動く図鑑 MOVE EX MOVE』奥谷喬司、尼岡邦夫監修、講談社 (2017/06)
- 『北海道の魚類 全種図鑑』尼岡邦夫、仲谷一宏、矢部衞共著、北海道新聞社 (2020/04)

## 所属学会
日本魚類学会名誉会員、 アメリカ魚類爬虫類学会 (American Society of Ichthyologists and Herpetologists:ASIH) 名誉外国会員。